# Jan Gradvall
Jan Håkan Gradvall, född 3 juni 1963 i Linköping, är en svensk nöjesjournalist och författare som främst skriver om populärkultur. Han är gift med manusförfattaren Pia Gradvall.

## Biografi
Jan Gradvalls karriär inleddes när han drev fanzinet Jörvars Gosskör 1979-1984 och han har sedan dess tillhört landets mest kända popskribenter. 1994 gav han ut  boken Artiklar, intervjuer, essäer 1981-1994. Under flera år under början och mitten av 1990-talet var han skribent på tidningen Pop. Han har också skrivit om TV och gett ut boken TV! Nedslag i Sveriges Televisions historia (1995).
Gradvall har suttit i redaktionen för Sen kväll med Luuk, musikprogrammet Studio Pop, samt låg bakom den numera nedlagda musikwebbplatsen Feber (2000–2002) tillsammans med Lennart Persson, Andres Lokko och Mats Olsson. 2005 sammanställde han CD-samlingen Mainstream, som en del i en serie med de andra Feber-skribenterna.
Gradvall skriver i dag främst i Dagens Industri men han har även skrivit för Dagens Nyheter, Café och Expressens kultursida. Han gör även en musikpodd för Sveriges Radio med namnet Gradvall och medverkar i TV4:s Nyhetsmorgon som expert på populärkultur.
Gradvall har varit ledamot av Musikverkets konstnärliga råd och suttit i referensgrupper hos Statens Kulturråd. Han var med och startade Swedish Music Hall of Fame och var dess ordförande de tre första åren. Gradvall har även varit ordförande för svenska juryn av Nordic Music Prize.
Han har suttit i expertpanelen ända sedan den introducerades i Postkodmiljonären.
Vid Grammisgalan 2024 tilldelades Gradvall Årets specialpris. I motiveringen nämndes bland annat att "Han älskar det brett populära. Men också det smala stilbildande. Helt befriad från genrefördomar har han i fyra decennier med samma detaljspäckade entusiasm spritt och beskrivit högt och lågt, smalt och brett i populärmusiken."

## Yrkesroll
I januari 2014 riktades kollegial kritik mot Gradvall efter att han publicerat ett långt reportage i Dagens industri om inspelningen av en reklamfilm för Volvo, där nyhetsvärdet till synes utgjordes av Zlatan Ibrahimovićs medverkan. Kritiska röster gjorde dock gällande att reportaget snarare tänjde på gränserna mellan reklam och journalistik. Ett år senare anlitades Gradvall för att göra en exklusiv intervju med artisten Thåström som ett led i marknadsföringen av dennes nya skiva, vilket möttes av liknande kritik. I februari 2016 gjorde Gradvall den första intervjun med producenten och låtskrivaren Max Martin på över 15 år, i samband med att denne tilldelats Polarpriset. I likhet med tidigare fall menade kritikerna att reportaget här kunde ses som publicitet åt den privatägda Polar-stiftelsen och att Gradvall återigen befann sig i en yrkesmässig gråzon.
På TV4:s Nyhetsmorgon presenteras Jan Gradvall skämtsamt som popprofessorn.

## Priser och utmärkelser
- Årets journalist av Sveriges Tidskrifter (2001)
- Skriftställarstipendiet av Stim (2008)
- Gerard Bonniers stipendium för kulturjournalistik (2010)
- Läsarnas Sveriges medalj (2013)
- Publicistklubbens stora pris (2013)[11]
- Linköpings kommuns honnörsstipendium för insatser för Linköpings kulturliv (2016)
- Grammis, årets specialpris (2024)[3]